# Луково (община Струга)
Вижте пояснителната страница за други значения на Луково.
Луково (на македонска литературна норма: Луково; на албански: Llukova) е село в Северна Македония, в община Струга.

## География
Селото е разположено в областта Долни Дримкол в източните склонове на планината Радук. Състои се от две махали – Горно и Долно Луково.

## История
В Долно Луково църквата „Свети Георги“ е от XIV - XV век, а „Свети Атанасий Велики“ е от XIX век. В Горно Луково църквата „Св. св. Безсребреници Козма и Дамян“ („Свети Врачи“) е от XVII век, а „Света Варвара“ е от XIX век.
В XIX век Луково е българско село в Дебърската каза на Османската империя. В „Етнография на вилаетите Адрианопол, Монастир и Салоника“, издадена в Константинопол в 1878 година и отразяваща статистиката на населението от 1873 година, Луково (Loucovo) е посочено като село със 100 домакинства, като жителите му са 292 българи.
Според статистиката на Васил Кънчов („Македония. Етнография и статистика“) в 1900 година Луково има 890 жители българи християни.
На Етнографската карта на Битолския вилает на Картографския институт в София от 1901 година Луково е чисто българско село в Дебърската каза на Дебърския санджак със 102 къщи.
Цялото християнско население на селото е под върховенството на Българската екзархия. По данни на секретаря на екзархията Димитър Мишев („La Macédoine et sa Population Chrétienne“) в 1905 година в Луково има 816 българи екзархисти и в селото функционира българско училище, в което учителства деецът на ВМОРО Григор Ошавков.
От Луково са излизали едни от най-известните строители и каменоделци в Дебърско. Оттук е много известния през ХІХ век първомайстор Иван, изградил Шпилския мост над Черни Дрин при Дебър и жилищните корпуси на Бигорския и Кичевския манастири. Известни първомайстори са били и луковчаните Велко Кръстев Йованов и Стоян.
Според статистика на вестник „Дебърски глас“ в 1911 година в Луково има 97 български екзархийски къщи.
При избухването на Балканската война в 1912 година 81 души от Луково са доброволци в Македоно-одринското опълчение.
Според преброяването от 2002 година селото има 447 жители.
| Националност     | Всичко |
| северномакедонци | 444    |
| албанци          | 0      |
| турци            | 0      |
| роми             | 0      |
| власи            | 0      |
| сърби            | 1      |
| бошняци          | 0      |
| други            | 2      |

## Личности
Родени в Луково
- Атанас Апостолов, македоно-одрински опълченец, 35-годишен, каменар, неграмотен, 2 рот на 1 дебърска дружина, ранен на 6 юли 1913 година[10]
- Иван Луковски (? – 1850), майстор строител
- Йоаким Делядровско-Илинденски (р. 1949), духовник от Северна Македония
- Райко Йовчевски (р. 1937), писател от Северна Македония
- Христо Аврамов, македоно-одрински опълченец, 23-годишен, халваджия, 1 рота на 1 дебърска дружина[11]

Починали в Луково
- Марко Павлов (? - 1908), дримколски войвода на ВМОРО